# Chichot losu (serial telewizyjny)
Chichot losu – polski serial obyczajowy w reżyserii Macieja Dejczera, emitowany od 5 marca do 28 maja 2011 na antenie TVP1. Scenariusz został zrealizowany na motywach książki autorstwa Hanny Lemańskiej pod tym samym tytułem.

## Opis fabuły
Joanna (Marta Żmuda Trzebiatowska) to typowa młoda kobieta, która pracuje w dużej firmie w dużym mieście. Prowadzi luźny tryb życia, nie lubi się wiązać, kocha jednak dobrą zabawę. Pewnego dnia zobowiązuje się zaopiekować dwójką dzieci przyjaciółki Elżbiety (Monika Kwiatkowska). Wszystko się zmienia, kiedy przyjaciółka ginie w wypadku samochodowym, a Joanna staje się tymczasowym opiekunem, rezygnując z dotychczasowego trybu życia.

## Obsada
- Marta Żmuda Trzebiatowska – jako Joanna Konieczna
- Monika Kwiatkowska – jako Elżbieta Gazda
- Natalia Keber – jako Agnieszka Gazda
- Jakub Jankiewicz – jako Karol Gazda
- Mateusz Damięcki – jako Marcin
- Mariusz Drężek – jako Stefan
- Michał Rolnicki – jako Darek
- Weronika Książkiewicz – jako Agata
- Karolina Piechota – jako Ula
- Łukasz Simlat – jako Tadeusz Gazda
- Małgorzata Pieczyńska – jako babcia Krystyna Gazda
- Urszula Grabowska – jako Dorota Makowska
- Leszek Lichota – jako nadkomisarz
- Paulina Chruściel – jako Brygida, żona Tadeusza
- Piotr Rogucki – jako sierżant Jakubczyk
- Zofia Tomaszewska-Charewicz – jako pani Aniela, opiekunka Agnieszki i Karola
- Przemysław Kozłowski – jako Jerzy Podłudzki, partner Krystyny
- Mirosław Haniszewski – jako sędzia
- Krzysztof Wach – jako Witek
- Agnieszka Judycka – jako wychowawczyni Karola
- Dariusz Siastacz – jako bosman Tadeusz Nowicki
- Maria Rybarczyk – jako matka Marcina
- Małgorzata Zajączkowska – jako Irena Konieczna, matka Joanny
- Mariusz Wojciechowski – jako Henryk Konieczny, ojciec Joanny

## Spis serii
| Seria | Seria | Odcinki   | Sezon       | Premiera serii | Finał serii  | Pora emisji  | Średnia oglądalność |
| ----- | ----- | --------- | ----------- | -------------- | ------------ | ------------ | ------------------- |
|       | 1.    | 1–13 (13) | wiosna 2011 | 5 marca 2011   | 28 maja 2011 | sobota 20.20 | 3 165 397           |